# Маттіа Бінотто
Маттіа Бінотто (італ. Mattia Binotto; нар. 3 листопада 1969, Лозанна, Швейцарія) — швейцарський і італійський інженер, технічний директор гоночної команди і керівник команди Scuderia Ferrari в Формулі-1.

## Біографія
Народився в Лозанні в італійській родині вихідців із Реджо-нель-Емілія. У 1994 році закінчив факультет машинобудування Федерального політехнічного університету в Лозанні. Отримав ступінь магістра в галузі автомобільної техніки в інженерно-конструкторському відділі «Енцо Феррарі» в Модені.
У 1995 році почав працювати в компанії «Ferrari» інженера з моторів у тест-команді. На цій же посаді працював у гоночній команді «Scuderia Ferrari» з 1997 по 2003 роки під час тріумфу в команді Міхаеля Шумахера, під керівництвом Луки ді Монтедземоло і Жана Тодта.
Ставши інженером із гоночних моторів у 2004 році, у 2007 році Бінотто зайняв пост головного інженера команди, потім пост заступника директора з технічної частини та у 2009 році технічним директором, коли у Ferrari з'явилися гібридні технології і система KERS (рекуперативного гальмування), а з 2014 року директором відділу power unit, за рішенням президента компанії Ferrari Серджіо Маркіонне. У 2015 році команда Ferrari отримала досить результативний мотор. 27 липня 2016 року призначений технічним директором гоночної команди «Scuderia Ferrari».
7 січня 2019 року очолив гоночну команду «Scuderia Ferrari», замінивши Мауріціо Аррівабене.